# 嶋戸悠祐
嶋戸 悠祐（しまと ゆうすけ、1977年 -）は、日本の小説家、推理作家。北海道旭川市生まれ。北海学園大学卒業。北海道在住。
家電量販店の元社員。2010年、『キョウダイ』で第3回ばらのまち福山ミステリー文学新人賞の優秀賞を受賞。2011年、小説家デビュー。

## 作品リスト

### 小説
- キョウダイ（2011年8月 講談社ノベルス）ISBN 9784061828018
- セカンドタウン（2013年8月 講談社ノベルス）ISBN 9784061828858
- ギキョウダイ（2017年2月 講談社）ISBN 9784062204699
- 裏家電（2022年4月 講談社）ISBN 9784065268728
- 漂流都市（2023年2月　講談社）ISBN

9784065303603